# Joel McIlroy
Joel McIlroy es un actor australiano, más conocido por haber interpretado a Flynn Saunders en la serie australiana Home and Away. 

## Biografía
En 1999 se graduó de la prestigiosa escuela de teatro National Institute of Dramatic Art NIDA con un grado en actuación. 

## Carrera
Entre el 2000 al 2002 apareció como invitada en la serie All Saints donde interpretó a dos personajes diferentes.
En el 2001 interpretó a Bertie Jenkins en la miniserie Changi, ese mismo año apareció como personaje recurrente en la serie Love Is a Four-Letter Word donde dio vida a Brent Duffy.
En el 2003 obtuvo su primer papel importante en la televisión cuando se unió al elenco de la exitosa y aclamada serie australiana Home and Away donde interpretó al Doctor Flynn Saunders, el esposo de Sally Fletcher hasta el 13 de febrero de 2006 después de que su personaje muriera a causa de cáncer en la piel. Anteriormente el personaje de Flynn había sido interpretado por el actor Martin Dingle Wall entre el 13 de julio de 2001 hasta el 2002 antes de dejar la serie.

## Filmografía
- Series de Televisión.:

| Año         | Título                     | Personaje                  | Notas                   |
| ----------- | -------------------------- | -------------------------- | ----------------------- |
| 2003 - 2006 | Home and Away              | Flynn Saunders             | 66 episodios            |
| 2000 - 2002 | All Saints                 | Case Harpur & Frank Theros | 2 episodios             |
| 2001        | Changi                     | Bertie Jenkins             | 6 episodios - miniserie |
| 2001        | Love Is a Four-Letter Word | Brent Duffy                | 5 episodios             |
| 1998        | Water Rats                 | Eddie Olejarnick           | episodio "Mocha Fudge"  |
| 1998        | HeartBreak High            | Brad                       | -                       |

- Películas.:

| Año  | Título                     | Personaje   | Notas                                                              |
| ---- | -------------------------- | ----------- | ------------------------------------------------------------------ |
| 2013 | The 5th Shadow             | Henry Blank | junto a Neveen Hanna, Sophie Cleary, Drew Pearson & Rebecca Clay   |
| 2007 | My Last Ten Hours with You | Jeremy      | corto - junto a Toby Schmitz                                       |
| 2000 | Angst                      | Chook       | junto a Jessica Napier, Lara Cox, Justin Smith & Abi Tucker        |
| -    | The Beat Manifesto         | Hamish      | corto - junto a Ralph Cotterill, Melanie de Ferranti & Alex Norcos |

- Teatro.:

| Año  | Obra                                   | Personaje | Director         | Teatro        | Notas                  |
| ---- | -------------------------------------- | --------- | ---------------- | ------------- | ---------------------- |
| 2007 | Lion Pig Lion                          | -         | Adam Cook        | State Theatre | junto a Carmel Johnson |
| -    | The Hour We Knew Nothing of Each Other | -         | -                | -             | -                      |
| -    | Action                                 | -         | Joel McIlroy     | -             | -                      |
| 2001 | Fool for Love                          | -         | Joel McIlroy     | -             | -                      |
| 2001 | The Lights                             | Sharp     | Rachael McDonald | -             | -                      |
| -    | Henry V                                | -         | -                | -             | -                      |
| -    | A Midsummer Night's Dream              | -         | -                | -             | -                      |
| 1998 | A Pint of Pinter                       | -         | Chris Kirby      | -             | -                      |

## Premios y nominaciones
| Año  | Categoría          | Premio             | Serie         | Resultado |
| ---- | ------------------ | ------------------ | ------------- | --------- |
| 2006 | Most Popular Actor | Silver Logie Award | Home and Away | Nominado  |